# Зёльде
Зёльде (нем. Söhlde) — община в Германии, в земле Нижняя Саксония.
Входит в состав района Хильдесхайм. Население составляет 7914 человек (на 31 декабря 2010 года). Занимает площадь 57,09 км².
Коммуна подразделяется на 9 сельских округов.
| Год  | Население |
| ---- | --------- |
| 1990 | 7909      |
| 1995 | 8270      |
| 2000 | 8308      |
| 2005 | 8354      |
| 2010 | 8022      |